# Phoque marbré du lac Saimaa
Pusa saimensis
Sous-espèce
Répartition géographique
Statut de conservation UICN

 CR  : 
En danger critique
Synonymes
- Phoca hispida saimensis Nordquist, 1889[2]
- Phoca hispida Schreber, 1775[3]
- Pusa hispida botnica Gmelin, 1788[3]
- Pusa hispida hispida Schreber, 1775[3]
- Pusa hispida ladogensis Nordquist, 1899[3]
- Pusa hispida ochotensis Pallas, 1811[3]
- Pusa hispida saimensis Nordquist, 1899[3]
- Pusa hispida Schreber, 1775 (préféré par SeaLifeBase)[3]

Le phoque marbré du lac Saimaa (Pusa saimensis) est une espèce de phoques, qui était autrefois considérée comme une sous-espèce (Pusa hispida saimensis) de Phoque annelé (Pusa hispida). Ils font partie des phoques les plus menacés au monde, avec une population totale d'environ 410 phoques. 
La seule population existante de ces phoques se trouve au lac Saimaa, en Finlande, d'où il tire le nom. La population est issue de phoques annelés qui ont été séparés du reste de la population lorsque le territoire s'est élevé après la dernière période glaciaire. Ce phoque, tout comme le phoque Ladoga (en) et le phoque du Baïkal, est l'un des rares phoques d'eau douce vivants.

## Description

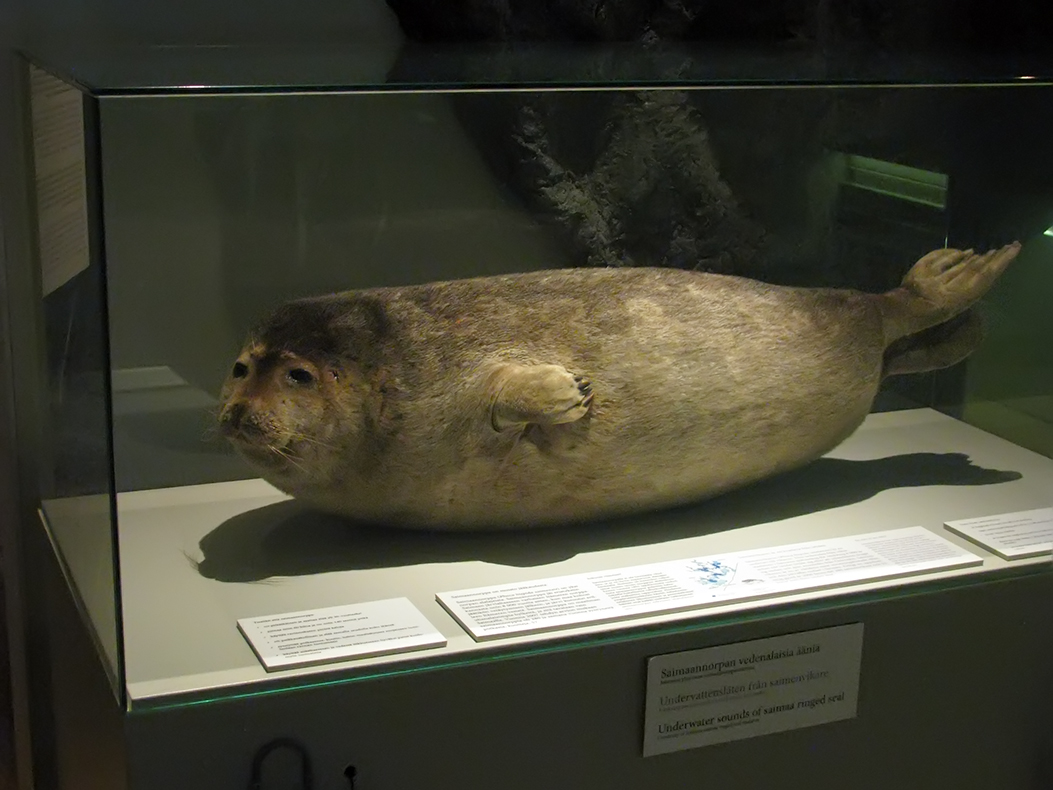
Un phoque marbré du lac Saimaa présenté au musée d'histoire naturelle de Finlande.

Un phoque marbré du lac Saimaa adulte mesure entre 85 et 160 centimètres de longueur et pèse entre 50 et 90 kilogrammes. Les mâles sont habituellement plus gros que les femelles. Celles-ci sont de couleur gris foncé, avec un dorsal gris-noir et des anneaux circulaires blancs. Le dessous est gris clair. Le phoque marbré de Saimaa a une couleur plus foncée que les autres phoques annelés. Le phoque marbré de Saimaa peut vivre jusque trente ans.

## Reproduction
Les phoques marbrés de Saimaa atteignent la maturité, en moyenne, entre 4 et 6 ans. Leur taux de grossesse se situe entre 80 et 95 %. La gestation des phoques marbrés dure 11 mois. Les petits mesurent entre 55 et 65 centimètres et pèsent de 4 à 5 kilogrammes à la naissance. La longévité du phoque marbré de Saimaa est d'un peu plus de 20 ans.

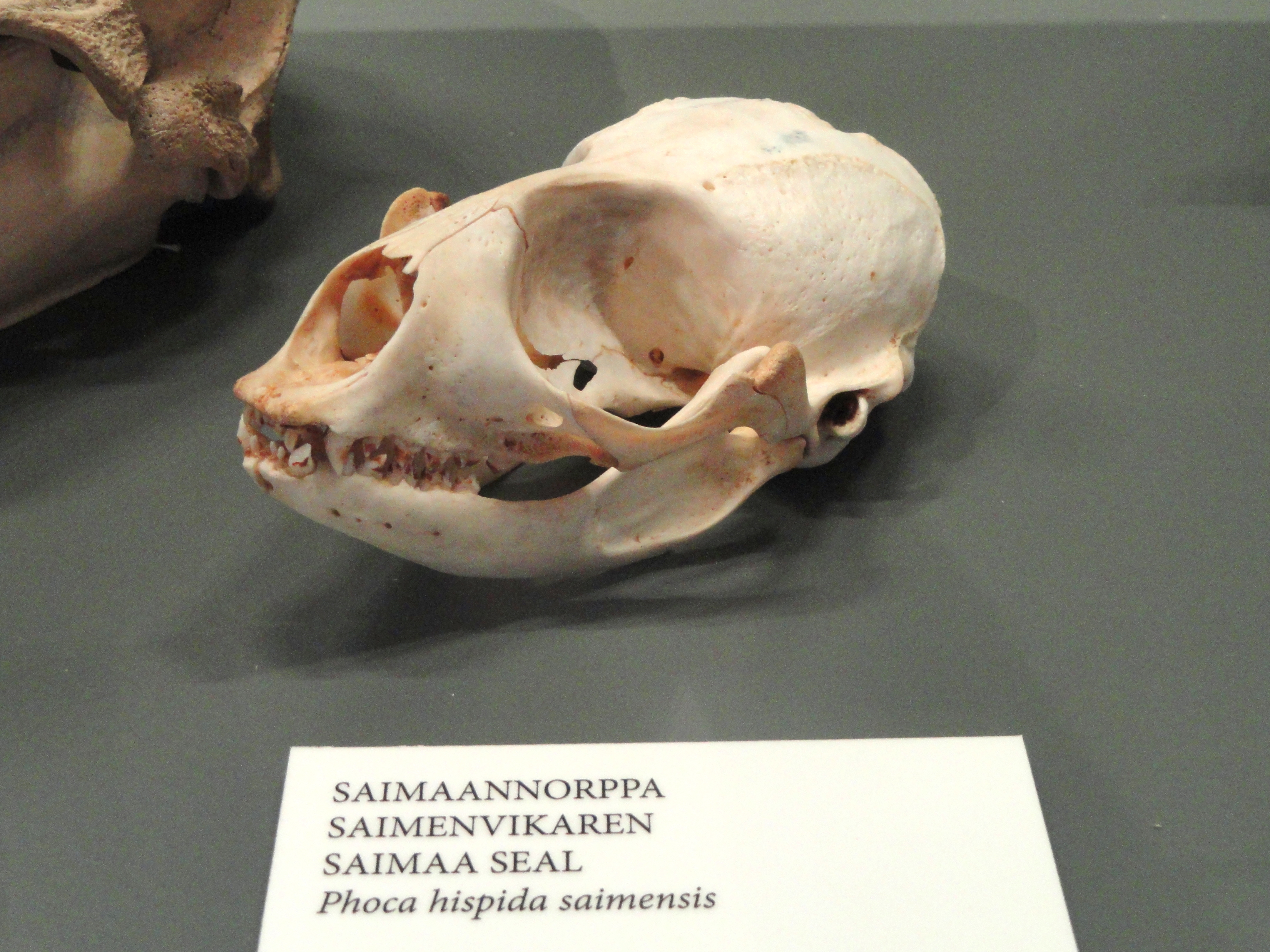
Boîte crânienne du phoque marbré du lac Saimaa (musée d'histoire naturelle de Finlande).

## Répartition et habitat
La population de phoques marbrés du lac Saimaa vit dans l'isolement géographique, depuis au moins 9 500 ans, dans le lac d'eau douce Saimaa en Finlande.

## Population
Le phoque du lac Saimaa est présent exclusivement dans le lac Saimaa, à l'est de la Finlande. Il est estimé, qu'il y a environ 5 000 ans, la population de l'animal était de 2 000 à 4 000 individus. Au début du XXe siècle, elle est d'environ 700 phoques, tandis qu'au début des années 1980, elle est inférieure à 180 survivants. En 2005, leur nombre était d'environ 270, mais à la suite de deux saisons de reproduction défavorables, en 2006 et 2007, le nombre a chuté à 260. En 2013, la population était estimée à un peu plus de 300 animaux et la population était en légère croissance. Le nombre de femelles en âge de se reproduire était alors de 87.

## Facteurs de danger
Selon le WWF de Finlande, les facteurs de danger, pour le phoque marbré du lac Saimaa, sont : le changement climatique qui provoque la fonte de la neige et donc des galeries dans lesquels, il vit. Par ailleurs, il y a les filets de pêche, le passage humain, notamment en période de vacances et lors de la période de reproduction. La dernière raison est d'ordre génétique.

## Statut de conservation et sauvegarde
Il est estimé que la menace immédiate d'extinction serait atténuée si la population atteignait plus de 400 individus. Le phoque marbré du lac Saimaa est inscrit sur la liste des espèces en voie de disparition, par le gouvernement américain en vertu de l'Endangered Species Act de 1973.
Au printemps 2016, 79 petits phoques ont été trouvés, dont quatre étaient morts : malgré leur statut protégé, les bébés phoques continuent de mourir dans les filets de pêche, ce qui rend la survie de l'espèce douteuse, à long terme. Mais l'extension des restrictions sur la pêche au filet, dans la région, a contribué à l'accroissement de la population.
Afin de protéger les phoques marbrés de Saimaa, il existe des restrictions de pêche volontaires dans une partie de leur habitat. La forme la plus importante de restriction est l'interdiction de pêcher au filet du 15 avril à la fin juin, dans environ 15 % du lac. Afin de réduire la mortalité des phoques, âgés de plus d'un an, il est interdit, depuis 2011 d'utiliser certaines méthodes de pêche, comme certains filets, les grands pièges à poisson mais aussi les hameçons, dans la majeure partie de l'habitat du phoque marbré de Saimaa. Toutefois, la mortalité demeure élevée, estimée de 20 à 30 phoques par année. La plupart d'entre eux sont des petits nés la même année.

## Source de la traduction
- (en) Cet article est partiellement ou en totalité issu de l’article de Wikipédia en anglais intitulé « Saimaa ringed seal » (voir la liste des auteurs).